# Karl Schulze-Pelkum

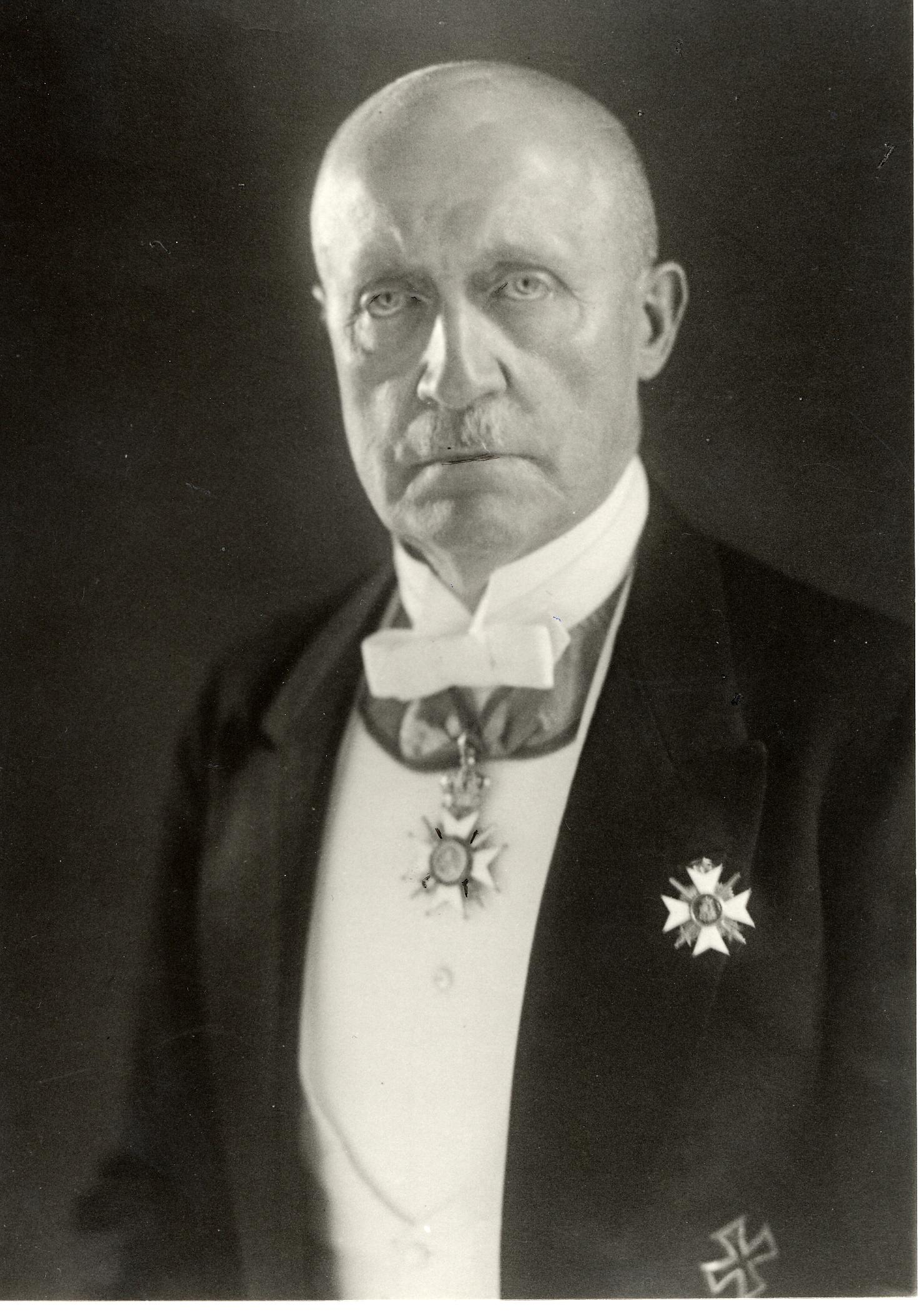
Karl Schulze-Pelkum

Heinrich Karl Schulze-Pelkum (* 7. Juli 1860 in Pelkum (jetzt Hamm), Provinz Westfalen; † 20. Januar 1939 in Hamm) war ein deutscher Verwaltungsjurist und Abgeordneter in Preußen.

## Leben
Schulze-Pelkum entstammte einer westfälischen Gutsbesitzerfamilie und besuchte das Gymnasium Hammonense. Nach dem Abitur studierte er ab 1879 Rechtswissenschaft an der Ruprecht-Karls-Universität Heidelberg, wo er mit dem Forschungsreisenden Arthur Baessler Mitglied des Corps Guestphalia Heidelberg wurde. Nach fünf Semestern wechselte er als Inaktiver an die Friedrich-Wilhelms-Universität Berlin. Das Referendarexamen bestand er am 26. Mai 1882 beim Kammergericht. Am 1. Oktober desselben Jahres rückte er als Einjährig-Freiwilliger beim Kürassier-Regiment „von Driesen“ (Westfälisches) Nr. 4 ein. Er wurde Oberleutnant.
Am 30. März 1885 in die innere Verwaltung des Königreichs Preußen getreten, kam er als Regierungsreferendar zur Regierung in Merseburg. Nachdem er am 7. Oktober 1887 die Prüfung zum Regierungsassessor mit „gut“ bestanden hatte, wurde er zur Regierung in Kassel versetzt. 1891 wurde er zum Landrat im ostfriesischen Landkreis Norden ernannt. Auf eigenes Ersuchen wechselte er 1894 in gleicher Funktion für 28 Jahre zum Kreis Hamm. Die Verleihung des Charakters als Geheimer Regierungsrat lehnte er ab. Von 1904 bis 1918 vertrat er den Wahlkreis Regierungsbezirk Arnsberg 6 (Stadt- und Landkreis Hamm, Kreis Soest) im Preußischen Abgeordnetenhaus, wo er von 1910 bis 1918 die Funktion eines Schriftführers innehatte und von 1914 bis 1918 der Wahlprüfungskommission angehörte. Er gehörte zur Fraktion der Deutschkonservativen.
In der Weimarer Republik am 26. Februar 1922 aus politischen Gründen in den einstweiligen Ruhestand versetzt, wurde er 1925 pensioniert. Er starb im 79. Lebensjahr und wurde auf dem Ostenfriedhof in Hamm beigesetzt.
Seine Witwe Helene (Leni) Reisner (* 25. September 1874 Gottesgnaden bei Calbe an der Elbe; † 1. März 1945 Neustettin) Tochter des Ober-Amtmanns Udo Reisner und der der Helene Meyer, ehelichte 1944 in Breslau den ehemaligen Landrat Gertzlaff von Hertzberg.

## Politik und Wirtschaft
Für die Deutschnationale Volkspartei saß er im Provinziallandtag der Provinz Westfalen und im Preußischen Abgeordnetenhaus. Er war Mitglied des Preußischen Staatsrats.
Ab 1928 war er Verwaltungsrechtsrat am Preußischen Oberverwaltungsgericht. Er saß im Aufsichtsrat der Gelsenkirchener Wasserwerk Aktiengesellschaft und des Verbands-Elektrizitätswerks Dortmund.

## Ehrungen
- Dienstauszeichnung I. Klasse
- Eisernes Kreuz 1. Klasse
- Roter Adlerorden IV. Klasse
- Königlicher Kronen-Orden (Preußen) III. Klasse